# جيه أر
جيه أر (بالفرنسية: JR)‏ (و. 1983  م) هو Artivist ‏، ومخرج أفلام، ومصور، وفنان معاصر، وفنان جرافيتي فرنسي، ولد في باريس.

## التعليم
تعلم في كلية ستانيسلاس في باريس
.

## جوائز
حصل على جوائز منها:

جائزة تيد ‏ (2011)

## وصلات خارجية
- جيه أر على موقع IMDb (الإنجليزية)
- جيه أر على موقع ألو سيني (الفرنسية)
- جيه أر على موقع ميوزك برينز (الإنجليزية)
- جيه أر على موقع قاعدة بيانات الفيلم (الإنجليزية)
- جيه أر في قاعدة بيانات الأفلام على الإنترنت